# Ángyán
Az Ángyán a görög eredetű latin Anianus név rövidült és magyarosodott formája, jelentése valószínűleg: zsarnoki.

## Rokonnevek
- Ányos

## Gyakorisága
Az 1990-es években szórványosan fordult elő, a 2000-es években nem szerepel a 100 leggyakoribb férfinév között.

## Névnapok
- április 25.[2]
- november 15.[2]
- december 7.[2]